# 沙斯塔-三一国家森林
沙斯塔-三一国家森林（英語：Shasta–Trinity National Forest）位于美国加利福尼亚州北部，由美国国家森林局管理，内有五片原野，面积2,210,485英畝（894,552公頃），是加利福尼亚州最大的国家森林。